# Missão Krulak Mendenhall

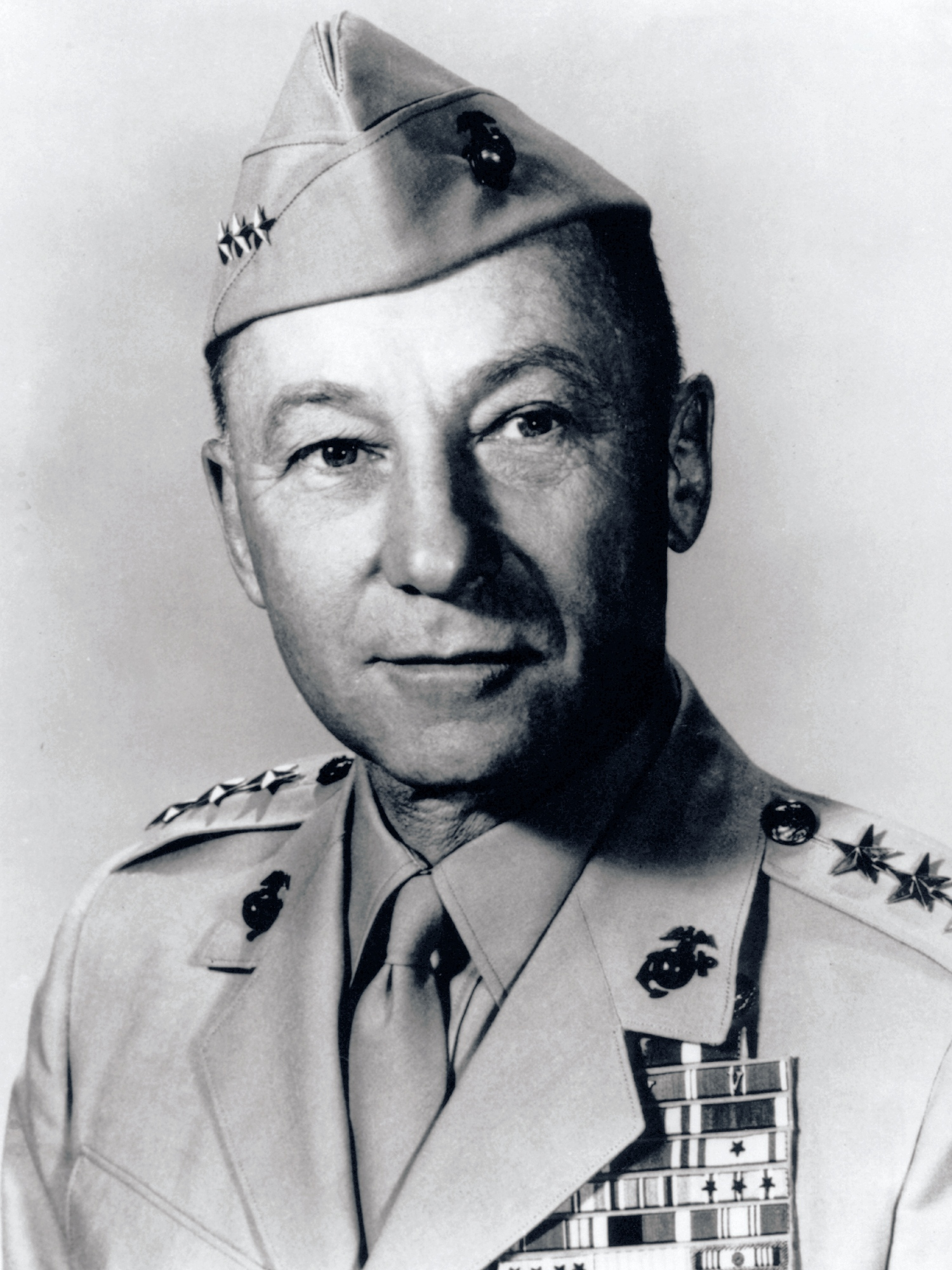
General do Corpo de Fuzileiros Navais dos Estados Unidos Victor Krulak

A missão Krulak-Mendenhall foi uma expedição de apuração de fatos despachada pela administração Kennedy ao Vietnã do Sul no início de setembro de 1963. O objetivo declarado da expedição era investigar o progresso da guerra pelo regime sul-vietnamita e seus conselheiros militares dos EUA contra a insurgência vietcongue . A missão foi liderada por Victor Krulak e Joseph Mendenhall . Krulak era um major-general do Corpo de Fuzileiros Navais dos Estados Unidos, enquanto Mendenhall era um oficial sênior do Serviço Exterior com experiência em lidar com assuntos vietnamitas.
A "four-day whirlwind trip" foi lançada em 6 de setembro de 1963, no mesmo dia de uma reunião do Conselho de Segurança Nacional (NSC), e veio na sequência de relações cada vez mais tensas entre os Estados Unidos e o Vietnã do Sul. A agitação civil tomou conta do Vietnã do Sul à medida que as manifestações budistas contra a discriminação religiosa do regime católico do presidente Ngô Đình Diệm aumentaram. Após os ataques aos pagodes budistas em 21 de agosto, que deixaram um número de mortos de até algumas centenas, os EUA autorizaram investigações sobre um possível golpe por meio de um telegrama ao embaixador americano Henry Cabot Lodge Jr.
Em suas apresentações ao NSC, Krulak apresentou um relatório otimista sobre o progresso da guerra, enquanto Mendenhall apresentou um quadro sombrio de fracasso militar e descontentamento público. Krulak desconsiderou o apoio popular aos vietcongues, sentindo que os esforços dos soldados vietnamitas no campo não seriam afetados pelo desconforto do público com as políticas de Diệm. Mendenhall concentrou-se em avaliar o sentimento dos vietnamitas urbanos e concluiu que as políticas de Diệm aumentavam a possibilidade de guerra civil religiosa e estavam fazendo com que os sul-vietnamitas acreditassem que a vida sob o vietcongue melhoraria a qualidade de suas vidas. Os relatórios divergentes levaram o presidente dos EUA, John F. Kennedy, a perguntar a seus dois conselheiros: "Vocês dois visitaram o mesmo país, não visitaram?"
O relatório inconclusivo foi objeto de um debate amargo e pessoal entre os conselheiros seniores de Kennedy. Vários cursos de ação em relação ao Vietnã foram discutidos, como promover uma mudança de regime ou tomar uma série de medidas seletivas destinadas a prejudicar a influência de Ngô Đình Nhu, irmão de Diệm e principal conselheiro político. Nhu e sua esposa Madame Ngô Đình Nhu foram vistos como as principais causas dos problemas políticos no Vietnã do Sul. O resultado inconclusivo da expedição de Krulak e Mendenhall resultou em uma missão de acompanhamento, a missão McNamara-Taylor .

## Visão geral
Após os tiroteios em Huế Phật Đản em 8 de maio, a agitação civil eclodiu no Vietnã do Sul . Nove budistas foram baleados pelo regime católico romano do presidente Ngô Đình Diệm depois de desafiar a proibição do governo de hastear bandeiras budistas em Vesak, o aniversário de Gautama Buda e marchar em um protesto antigovernamental. Após os tiroteios, os líderes budistas começaram a pressionar Diệm por igualdade religiosa e compensação e justiça para as famílias das vítimas. Com Diệm permanecendo recalcitrante, os protestos aumentaram. A autoimolação do monge budista Thích Quảng Đức em um cruzamento movimentado de Saigon tornou-se um desastre de relações públicas para o regime de Diệm, pois as fotos do evento ganharam manchetes de primeira página em todo o mundo e se tornaram um símbolo das políticas de Diệm. À medida que os protestos continuavam, as Forças Especiais do Exército da República do Vietnã (ARVN) leais ao irmão de Diệm, Ngô Đình Nhu, realizaram os ataques ao Pagode Xá Lợi em 21 de agosto, deixando um número de mortos estimado em várias centenas e causando grandes danos sob o declaração de lei marcial . Universidades e escolas secundárias foram fechadas em meio a protestos pró-budistas em massa. Enquanto isso, a luta contra a insurgência vietcongue começou a perder intensidade em meio a rumores de lutas sectárias entre as tropas do ARVN. Isso foi agravado pela trama de um golpe por vários oficiais da ARVN, que distraiu a atenção da insurgência . Após os ataques ao pagode, o governo Kennedy enviou o cabo 243 à embaixada dos EUA, Saigon, ordenando uma exploração de possibilidades alternativas de liderança.

## Iniciação e expedição
Ao final da reunião do Conselho de Segurança Nacional (NSC), em 6 de setembro, foi acordado que a prioridade era obter mais informações sobre a situação no Vietnã. O secretário de Defesa dos EUA, Robert McNamara, propôs enviar o major-general do Corpo de Fuzileiros Navais Victor Krulak em uma viagem imediata de apuração de fatos. O NSC concordou que Joseph Mendenhall — um oficial do Serviço Estrangeiro com experiência no Vietnã — o acompanharia e a dupla começou a missão mais tarde naquele dia.
Em sua viagem de volta a Washington, DC, Krulak e Mendenhall deveriam trazer John Mecklin e Rufus Phillips de volta de Saigon para relatar. Mecklin foi o diretor do Serviço de Informação dos Estados Unidos (USIS), enquanto Phillips atuou como diretor de programas rurais da Missão de Operações dos Estados Unidos (USOM) e como consultor do Programa Estratégico Hamlet . O Departamento de Estado enviou à embaixada de Saigon um telegrama detalhado contendo perguntas sobre a opinião pública vietnamita em todos os estratos da sociedade. Nas palavras de Krulak, o objetivo era observar "o efeito dos eventos recentes sobre as atitudes dos vietnamitas em geral e sobre o esforço de guerra contra os vietcongues".
Em uma viagem de quatro dias, os dois homens viajaram pelo Vietnã antes de retornar a Washington para apresentar seus relatórios. Krulak visitou 10 locais em todas as quatro zonas do Corpo do ARVN e conversou com o embaixador dos EUA Henry Cabot Lodge Jr., o chefe das forças dos EUA no Vietnã, general Paul Harkins e sua equipe, 87 conselheiros dos EUA e 22 oficiais do ARVN. Mendenhall foi para Saigon, Huế, Da Nang e várias outras cidades provinciais, conversando principalmente com amigos vietnamitas. Suas estimativas da situação eram o oposto. Mecklin escreveu depois que "foi uma tarefa notável, viajar vinte e quatro mil milhas e avaliar uma situação tão complexa quanto o Vietnã e retornar em apenas quatro dias. Era um sintoma do estado em que o governo dos EUA estava". A missão foi marcada pela tensão entre seus líderes. Mendenhall e Krulak não gostavam muito um do outro, falando um com o outro apenas quando necessário. Mecklin e Krulak se envolveram em uma disputa durante o voo de volta. Krulak desaprovou a decisão de Mecklin de trazer imagens de televisão que haviam sido censuradas pelo regime Diệm de volta aos EUA, acreditando que a ação era uma violação da soberania. Após uma longa e amarga discussão a bordo da aeronave, Krulak pediu a Mecklin que deixasse o filme no Alasca durante uma parada de reabastecimento na Base Aérea de Elmendorf, sugerindo ainda que o diretor do USIS permanecesse com o filme no Alasca.

## Relatório e debriefing

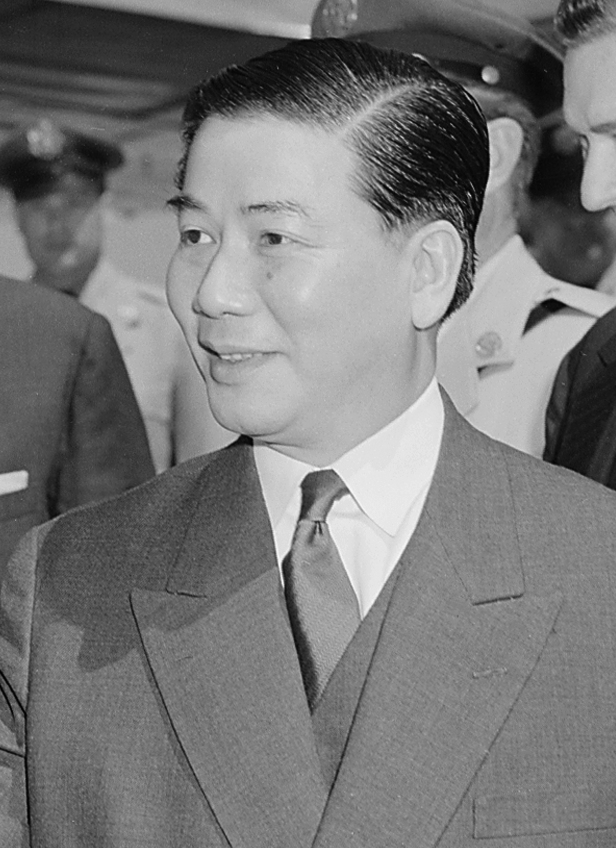
Presidente Ngô Đình Diệm do Vietnã do Sul

O NSC se reuniu novamente na manhã de 10 de setembro para ouvir os relatórios da delegação. Mendenhall tinha experiência em assuntos vietnamitas, tendo servido sob o antigo embaixador dos EUA, Elbridge Durbrow . Durbrow instou Diệm em várias ocasiões a implementar a reforma política. Krulak era um fuzileiro naval conhecido por sua crença em usar a ação militar para alcançar objetivos de relações exteriores. Seu temperamento lhe rendeu o apelido de "Bruto", que se originou de sua carreira de lutador na Academia Naval . O vice-secretário de Defesa Roswell Gilpatric observou que Mendenhall era visto "com grande suspeita no lado do rio da Virgínia [o Pentágono, sede do Departamento de Defesa]", enquanto Krulak era "universalmente querido e confiável no Pentágono, tanto do lado civil quanto do lado militar".
Os antecedentes de Krulak e Mendenhall foram refletidos em suas análises opostas da guerra. Krulak fez uma análise altamente otimista do progresso militar e desconsiderou o efeito da crise budista na luta do ARVN contra os vietcongues. Sua conclusão foi que "[a] guerra de tiros ainda está acontecendo em um ritmo impressionante. Foi afetado negativamente pela crise política, mas o impacto não é grande."

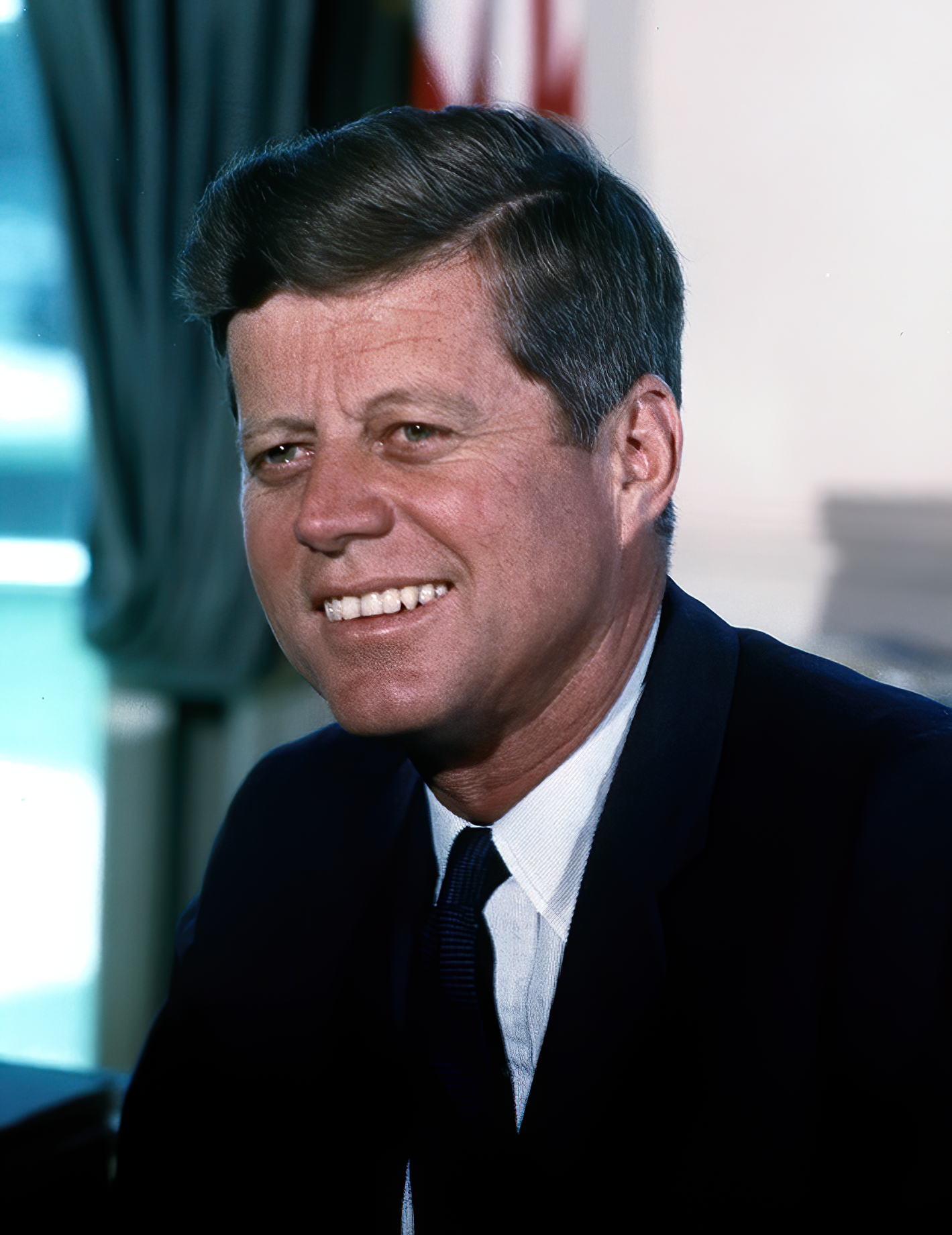
Presidente dos EUA John F. Kennedy

Krulak afirmou que uma quantidade substancial de combates ainda era necessária, particularmente no Delta do Mekong, que era considerada a região mais forte do Viet Cong. Krulak afirmou que todos os níveis do corpo de oficiais da ARVN estavam conscientes da crise budista, mas ele acreditava que a maioria não havia permitido que as crenças religiosas afetassem negativamente suas relações militares internas em um grau substancial. Ele acreditava que os oficiais da ARVN eram obedientes e podiam esperar que cumprissem qualquer ordem que considerassem lícita. Krulak afirmou ainda que a crise política não prejudicou significativamente os laços militares bilaterais. Movendo-se para a visão vietnamita de seus líderes, Krulak previu que havia insatisfação entre os oficiais, que ele acreditava ser direcionado principalmente a Ngô Đình Nhu, o irmão mais novo de Diệm que era amplamente visto como o poder por trás do regime. Krulak acreditava que a maioria dos oficiais queria ver as costas de Nhu, mas poucos estavam dispostos a recorrer a um golpe . Krulak informou que três conselheiros dos EUA criticaram fortemente os Nhus e defenderam a saída da dupla do Vietnã do Sul para evitar um desastre de relações públicas nas Nações Unidas . Krulak sentiu que esses problemas eram superados pelo que ele acreditava ser um esforço militar bem-sucedido e que a guerra seria vencida independentemente da liderança política. Ele previu que o ARVN tinha pouca capacidade de facilitar uma melhoria na governança e sentiu que não flexionaria qualquer músculo que tivesse. Krulak concluiu com otimismo,

Excluindo os gravíssimos fatores políticos e militares externos ao Vietnã, a guerra dos vietcongues será vencida se os atuais programas militares e sociológicos dos EUA forem seguidos, independentemente dos graves defeitos do regime dominante.
Mendenhall discordou e argumentou que o sentimento anti-Diệm atingiu um nível em que o colapso do governo civil era possível. Ele relatou um "reinado de terror" em Saigon, Huế e Da Nang, observando que o ódio popular geralmente reservado aos Nhus havia se espalhado para o Diệm geralmente respeitado. Mendenhall afirmou que muitos vietnamitas passaram a acreditar que a vida sob Diệm era pior do que ser governado pelos vietcongues. Mendenhall achava que uma guerra civil por motivos religiosos era possível. Ele previu que a guerra só poderia ser vencida com uma mudança de regime, caso contrário o Vietnã do Sul entraria em colapso em lutas sectárias ou em uma ofensiva comunista maciça. A natureza contraditória dos relatórios provocou a famosa pergunta de Kennedy: "Vocês dois visitaram o mesmo país, não visitaram?"

### Debate
Krulak tentou explicar as avaliações contrastantes apontando que Mendenhall havia pesquisado áreas urbanas, enquanto se aventurava no campo "onde está a guerra". Krulak afirmou que as questões políticas em Saigon não impediriam o progresso militar, afirmando que "podemos cambalear para vencer a guerra com Nhu permanecendo no controle". O secretário de Estado adjunto Roger Hilsman afirmou que a diferença entre os relatórios contrastantes "era a diferença entre uma visão militar e uma visão política". Durante o debate sobre as diferenças de perspectiva, Mendenhall afirmou que Saigon havia sofrido "um colapso praticamente completo" após os ataques aos pagodes . Mendenhall relatou que os funcionários públicos vietnamitas temiam ser vistos com americanos. Ele se lembrou de uma visita em que teve de ficar quieto enquanto seu anfitrião vietnamita se esgueirava pela sala, procurando microfones escondidos. Mendenhall afirmou que "Saigon era pesado com uma atmosfera de medo e ódio" e que as pessoas temiam Diệm mais do que os vietcongues. Ele relatou que muitos funcionários públicos não dormiam mais em casa devido ao medo de prisões à meia-noite pela polícia secreta de Nhu. Muitos funcionários recentemente passaram a maior parte do dia negociando a libertação de seus filhos, que foram presos por participar de protestos pró-budistas. Mendenhall afirmou que a turbulência interna era agora uma prioridade maior do que a guerra contra os comunistas.
Mendenhall denunciou a reconciliação e os gestos de boa vontade de Saigon em relação aos budistas como um golpe de relações públicas. Ele relatou que os monges de áreas provinciais que foram presos em Saigon por se manifestarem não foram devolvidos aos seus locais de origem como prometido. Mendenhall observou que, quando os monges foram libertados, os oficiais de Diệm mantiveram seus documentos de identificação. Isso resultou em sua nova prisão ao tentar deixar a capital. Os monges foram então marcados como vietcongues porque não tinham documentos de identificação do governo. À medida que as notícias de tais táticas se espalhavam pela capital, alguns monges buscaram refúgio nas casas de Saigon dos oficiais da ARVN. Mendenhall insistiu que os Estados Unidos eram responsáveis pela situação porque ajudaram a família Ngo a ganhar poder, armaram e financiaram. Ele raciocinou que, como Diệm usava as armas contra seu próprio povo, Washington também compartilhava a responsabilidade. Ele afirmou que "uma recusa em agir seria tanta interferência nos assuntos do Vietnã quanto agir".

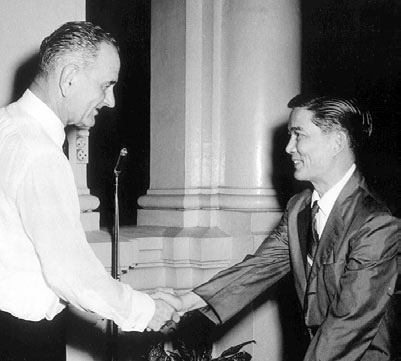
Ngô Đình Nhu (foto à direita) encontrando o vice-presidente dos EUA, Lyndon B. Johnson

De acordo com os Documentos do Pentágono, "o fracasso crítico de ambos os relatórios foi compreender o papel político fundamental que o exército viria a desempenhar no Vietnã". Os jornais concluíram que o ARVN era a única instituição capaz de depor e substituir Diệm. Diệm e Nhu perceberam plenamente a ameaça potencial, respondendo com o paradigma de dividir e conquistar . Eles usurparam a prerrogativa de promoção de oficiais superiores e nomeiam generais com base na lealdade ao palácio, dando ordens diretamente aos oficiais. Essa ação causou profunda desconfiança entre os oficiais superiores e fragmentou seu poder. Krulak não percebeu que, se a situação se deteriorasse a ponto de o descontentamento com Diệm representar a possibilidade de uma vitória comunista, os generais interviriam na política por causa do que aconteceria com eles sob o regime comunista. Nem Krulak nem Mendenhall pareciam prever que, se uma junta militar chegasse ao poder, o efeito divisivo da política de promoção de Diệm se manifestaria à medida que os generais disputavam o poder. Nenhum dos dois colocou qualquer ênfase nos efeitos prejudiciais que teriam sido causados por lutas políticas internas entre os generais.
Durante a reunião do NSC, Frederick Nolting — que precedeu Lodge como embaixador dos EUA no Vietnã do Sul — discordou da análise de Mendenhall. Considerado um apologista de Diệm, Nolting apontou que Mendenhall havia sido pessimista sobre o Vietnã do Sul por vários anos. Mecklin reforçou e impulsionou ainda mais a visão de Mendenhall, pedindo ao governo que aplique pressão direta sobre Saigon suspendendo a ajuda não militar, na tentativa de causar uma mudança de regime. Nas palavras de Mecklin:

Isso seria inevitavelmente perigoso. Não havia como ter certeza de como os eventos se desenvolveriam. Era possível, por exemplo, que as forças vietnamitas se fragmentassem em facções em guerra, ou que o novo governo fosse tão incompetente e/ou instável que o esforço contra os vietcongues desmoronasse. Os EUA devem, portanto, resolver agora introduzir forças de combate americanas, se necessário, para evitar um triunfo comunista em meio aos escombros do regime Diệm.
Os Documentos do Pentágono opinaram que Mecklin compreendia as armadilhas de uma junta militar que Krulak e Mendenhall haviam ignorado. Independentemente disso, Mecklin concluiu que os EUA deveriam promover uma mudança de regime, aceitar as consequências e contemplar a introdução de tropas de combate dos EUA para impedir uma possível vitória dos vietcongues.
A reunião do NSC então ouviu o prognóstico sombrio de Phillips sobre a situação no Delta do Mekong. Ele alegou que o Programa Estratégico Hamlet era uma bagunça no delta, afirmando que eles estavam "sendo esmagados pelos vietcongues". Quando foi notado que Phillips havia testemunhado recentemente uma batalha no delta, Kennedy pediu a Phillips sua avaliação. Phillips respondeu: "Bem, não gosto de contradizer o general Krulak, mas devo lhe dizer, senhor presidente, que não estamos vencendo a guerra, principalmente no delta. As tropas estão paralisadas, estão no quartel, e isso é o que realmente está acontecendo em uma província que fica bem ao lado de Saigon." Phillips afirmou que remover Nhu era a única maneira de melhorar a situação. Phillips afirmou que o único meio de remover Nhu era trazer o coronel Edward Lansdale, o agente da CIA que havia consolidado a posição de Diệm uma década antes, uma proposta que Kennedy rejeitou. Phillips recomendou três medidas:
- Terminar o socorro às Forças Especiais ARVN do Coronel Lê Quang Tung,[18] que recebia suas ordens diretamente do palácio e não do comando do exército.[20] Tung liderou os ataques aos pagodes budistas em 21 de agosto, nos quais centenas foram mortos e ocorreu uma destruição física generalizada.[21] As Forças Especiais foram usadas principalmente para reprimir os dissidentes, em vez de combater os comunistas.[22]
- Cortou fundos para o Motion Picture Center, que produzia filmes hagiográficos sobre os Nhus.[18]
- Prosseguir ações secretas destinadas a dividir e desacreditar Tung e o major-general Tôn Thất Đính .[18] Dinh era o governador militar de Saigon e o Comandante do ARVN III Corps . Dinh foi o general mais jovem da história do ARVN, principalmente devido à sua lealdade à família Ngo.[23][24]

No debate que se seguiu, Kennedy perguntou a Phillips o que aconteceria se Nhu respondesse aos cortes desviando dinheiro do exército para sustentar seus esquemas pessoais. Quando Kennedy perguntou se Nhu culparia os EUA por qualquer deterioração militar resultante, Phillips respondeu que o ARVN se revoltaria, porque os oficiais do ARVN que estavam nas listas de alvos dos vietcongues não permitiriam que os comunistas se soltassem. Phillips disse que se Nhu tentasse desviar a ajuda militar das tropas para sustentar seus esquemas pessoais, os americanos poderiam entregar o dinheiro direto para o campo em malas.

### Desacordo robusto

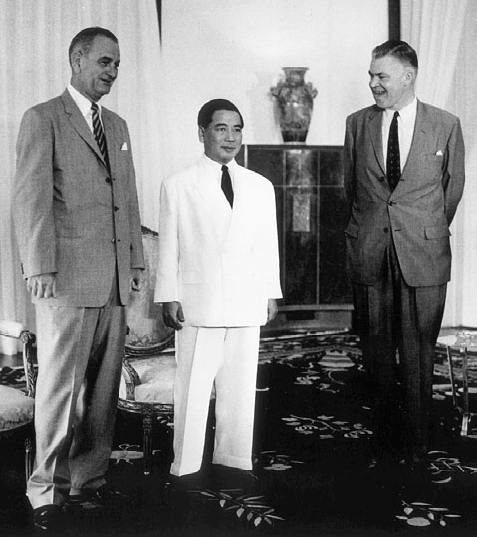
Vice-presidente dos EUA Lyndon B. Johnson, presidente da RVN Ngô Đình Diệm e Frederick Nolting no Palácio Presidencial do Vietnã do Sul em 1961

A reunião tornou-se conflituosa quando Krulak interrompeu Phillips, afirmando que os conselheiros militares americanos no terreno rejeitaram as avaliações do oficial da USOM. Phillips admitiu que, embora a situação militar geral tenha melhorado, esse não foi o caso nas áreas cruciais do delta. Phillips observou que o conselheiro militar provincial na província de Long An, adjacente a Saigon, havia relatado que os vietcongues invadiram 200 aldeias estratégicas na semana anterior, forçando os aldeões a desmantelar o assentamento. McNamara balançou a cabeça diante dos relatórios radicalmente divergentes. Quando Krulak ridicularizou Phillips, o Secretário de Estado Adjunto W. Averell Harriman não conseguiu mais se conter e chamou o general de "um maldito tolo". Phillips diplomaticamente assumiu o lugar de Harriman e afirmou que era uma batalha por corações e mentes, e não por métricas militares puras.
Mecklin gerou mais inquietação ao defender o uso de tropas de combate americanas para derrubar o regime de Diệm e vencer a guerra. Ele afirmou que "chegou a hora de os EUA aplicarem pressão direta para promover uma mudança de governo, por mais desagradável que seja". Mecklin afirmou que haveria uma reação se a ajuda fosse simplesmente cortada, então as tropas americanas teriam que resolver o problema diretamente. Mais tarde, Mecklin escreveu ao chefe do USIS, Edward R. Murrow, para insistir que as tropas americanas dariam boas-vindas ao combate no caso de uma escalada comunista. Na viagem de volta aos Estados Unidos, ele havia afirmado que o uso de forças de combate americanas encorajaria o golpe e levantaria o moral contra os vietcongues. Ele também pediu a engenharia de um golpe. Ele pediu que os EUA mostrem mais intenção.
O pessimismo expresso por Phillips e Mecklin surpreendeu Frederick Nolting, que precedeu Lodge como embaixador dos EUA em Saigon. Nolting disse que o relato de Phillips "me surpreendeu muito. Eu não podia acreditar em meus ouvidos." Nolting afirmou que Mecklin era psicologicamente vulnerável a uma lavagem cerebral porque havia se separado recentemente de sua esposa. Na época, Mecklin morava com os jornalistas David Halberstam e Neil Sheehan, do The New York Times e da UPI, respectivamente. Halberstam e Sheehan ganharam prêmios Pulitzer e foram críticos estridentes de Diệm.

## Consequências
Uma estratégia que recebeu cada vez mais consideração nas reuniões do NSC – bem como na Embaixada dos EUA, Saigon e no Congresso – foi a suspensão da ajuda não militar a Diệm. Após a transmissão errônea da Voz da América em 26 de agosto, que anunciou a suspensão da ajuda, Lodge recebeu a discrição em 29 de agosto de suspender a ajuda se isso facilitasse um golpe . Enquanto isso, o Senado dos EUA começou a pressionar o governo a tomar medidas contra Diệm. Hilsman foi pressionado pelo Subcomitê do Senado para o Extremo Oriente. O senador Frank Church informou a administração de sua intenção de apresentar uma resolução condenando a repressão anti-budista de Diệm e pedindo o término da ajuda, a menos que a igualdade religiosa fosse instituída. Isso resultou na Igreja concordando em adiar temporariamente a introdução do projeto de lei para evitar embaraçar a administração.
Enquanto a delegação estava no Vietnã, a estratégia de usar uma suspensão seletiva da ajuda para pressionar Diệm a acabar com a discriminação religiosa foi discutida ativamente no Departamento de Estado. Em uma entrevista na televisão em 8 de setembro, o diretor da AID, David Bell, alertou que o Congresso poderia cortar a ajuda ao Vietnã do Sul se Diệm não mudasse suas políticas. Em 9 de setembro, Kennedy recuou dos comentários de Bell, afirmando: "Não acho que pensemos que [uma redução na ajuda a Saigon] seria útil neste momento". Em 11 de setembro, um dia após Krulak e Mendenhall apresentarem seus relatórios, Lodge reverteu sua posição. Em um longo telegrama para Washington, ele defendeu a consideração de usar a suspensão de ajuda não militar para desencadear a derrubada de Diệm. Lodge concluiu que os EUA não conseguiram o que queriam de Diệm e tiveram que forçar os eventos a chegarem ao auge. Após outra reunião na Casa Branca no mesmo dia, o senador Church foi informado de que seu projeto era aceitável, então ele apresentou a legislação ao Senado.
O Conselho de Segurança Nacional se reuniu novamente em 17 de setembro para considerar duas das propostas de Hilsman para lidar com Diệm. O plano preferido por Hilsman e seus colegas do Departamento de Estado era o "trilha de pressões e persuasão". Isso envolveu uma série crescente de medidas em nível público e privado, incluindo suspensão seletiva de ajuda e pressão de Diệm para remover Nhu do poder. A alternativa foi a "reconciliação com uma pista GVN reabilitada", que envolveu a aparência pública de aquiescência às ações recentes de Diệm e uma tentativa de salvar o máximo possível da situação. Ambas as propostas pressupunham que um golpe ARVN não estava por vir. O relatório inconclusivo viu uma missão de acompanhamento enviada ao Vietnã, a missão McNamara-Taylor, liderada pelo secretário de Defesa Robert McNamara e pelo presidente do Estado-Maior Conjunto Maxwell D. Taylor .